# オールステンレス車両
オールステンレス車両（オールステンレスしゃりょう）は、車体外板、構体、台枠をほぼ全てステンレス鋼で製造した鉄道車両。1930年代以降、現在に至るまで製造が続いている。

## アメリカ合衆国での歴史
ステンレス鋼は不銹鋼というその優れた特質故に注目され、研究が進められた。しかし、クロムやニッケルを多量に含有し、硬度が高く曲げ加工が難しいという特性などから量産工業製品の材料としての歴史は浅く、1910年代初頭にイギリスで艦載砲の一部部材に使用されたのが実用化の端緒であった。
鉄道車両においては、その高価さ故に銹びないことが強く要求される一部小物部品への採用が1920年代頃からアメリカなどの一部で始まった。しかし上述の曲げ加工の困難さに加え、溶接時のひずみ除去が難しいという特性ゆえに、銹び代を無視して軽量化が図れるという大きなメリットがあったにもかかわらず車体などの構造部材への採用は大きく遅れた。
ステンレス鋼による鉄道車両構体の製造は、1934年にアメリカのバッド社が抵抗スポット溶接法を用いた車体製造技術を確立したことで、ようやく実現した。
バッド社は本来ステンレス鋼を素材とする部品メーカーであり、軽量・不銹というメリットを生かした航空機や船舶用部品の製造販売を手がけていた。同社はステンレス鋼製部品市場のさらなる拡大を狙い1920年代後半に自動車市場への売り込みを図ったが、普通鋼の5倍から6倍に達するステンレス鋼の単価では、ライフサイクルが短くかつ販売価格そのものも低廉な自動車への適用は困難であることが判明した。
このため1931年以降、バッド社は車両のイニシャルコスト・寿命共に大きくステンレス鋼採用によるコスト増を十分吸収可能な鉄道車両のステンレス鋼製車体開発へ方針転換を図り、開発を進めた。
この技術はアメリカ国内だけはなく直ちにフランスなどへも輸出され、両国で軽量車体を備える高速客車や気動車などに採用された。この時代の気動車の代表例としては、シカゴ・バーリントン・アンド・クインシー鉄道の「パイオニア・ゼファー号」（1934年バッド社製。GM製600 PS級ディーゼルエンジンを搭載）が挙げられる。

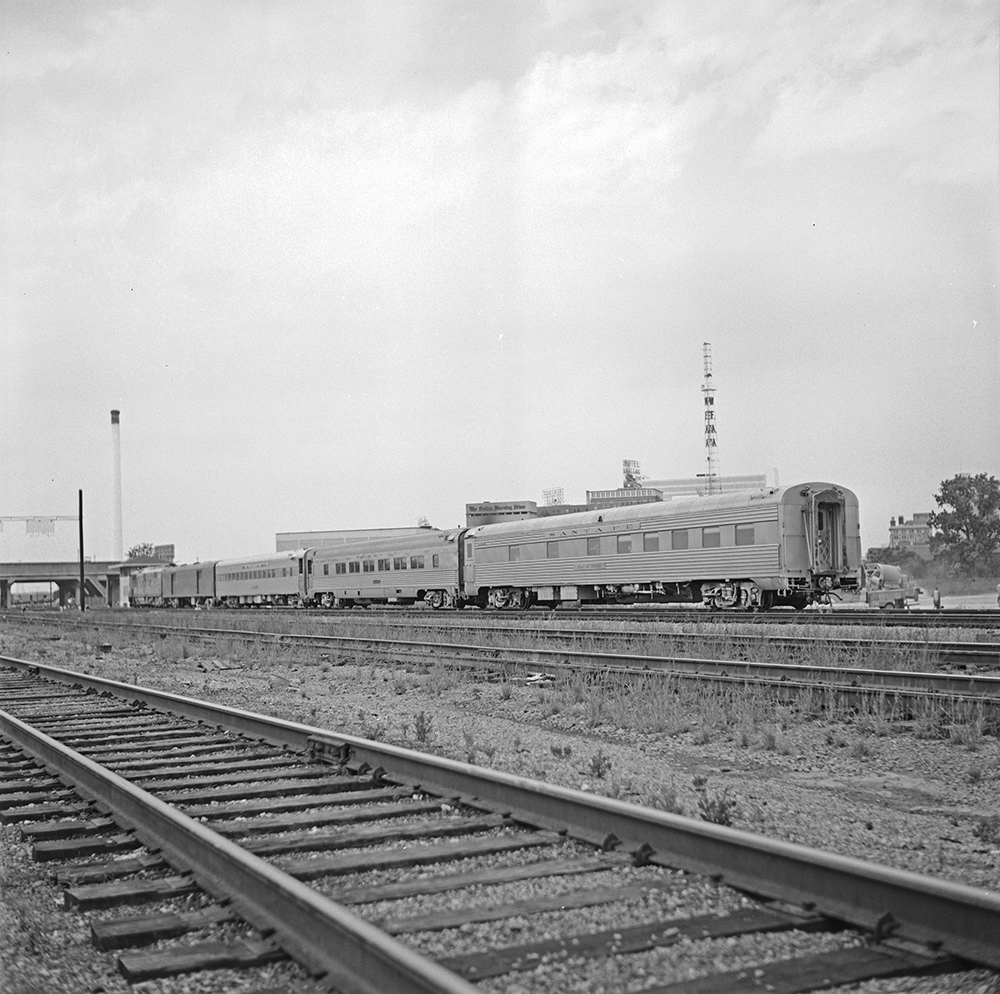
アメリカン・カー・アンド・ファンドリー社（略称:AFC）の製造したスキンステンレス車 "Palm Dome"（最後尾）。1つ前に連結されたバッド社製オールステンレス車と異なり、コルゲート（凸凹加工）が屋根に用いられていない。

また、プルマン・スタンダード社などのアメリカ国内の他の鉄道車両メーカーでもステンレス鋼製車体を備えた車両の製造が始まった。もっともバッド社による技術開発の中核をなす、構体骨組のステンレス化に必要な溶接技術はライセンス供与先以外には社外秘とされていたため、他社製車両では普通鋼製骨組にステンレス製外板を組み合わせたスキンステンレス構造が一般に用いられた。第二次世界大戦を挟んだ1930年代から1950年代までの時期には、アメリカでステンレス鋼製車体を備える鉄道車両が盛んに製造された。

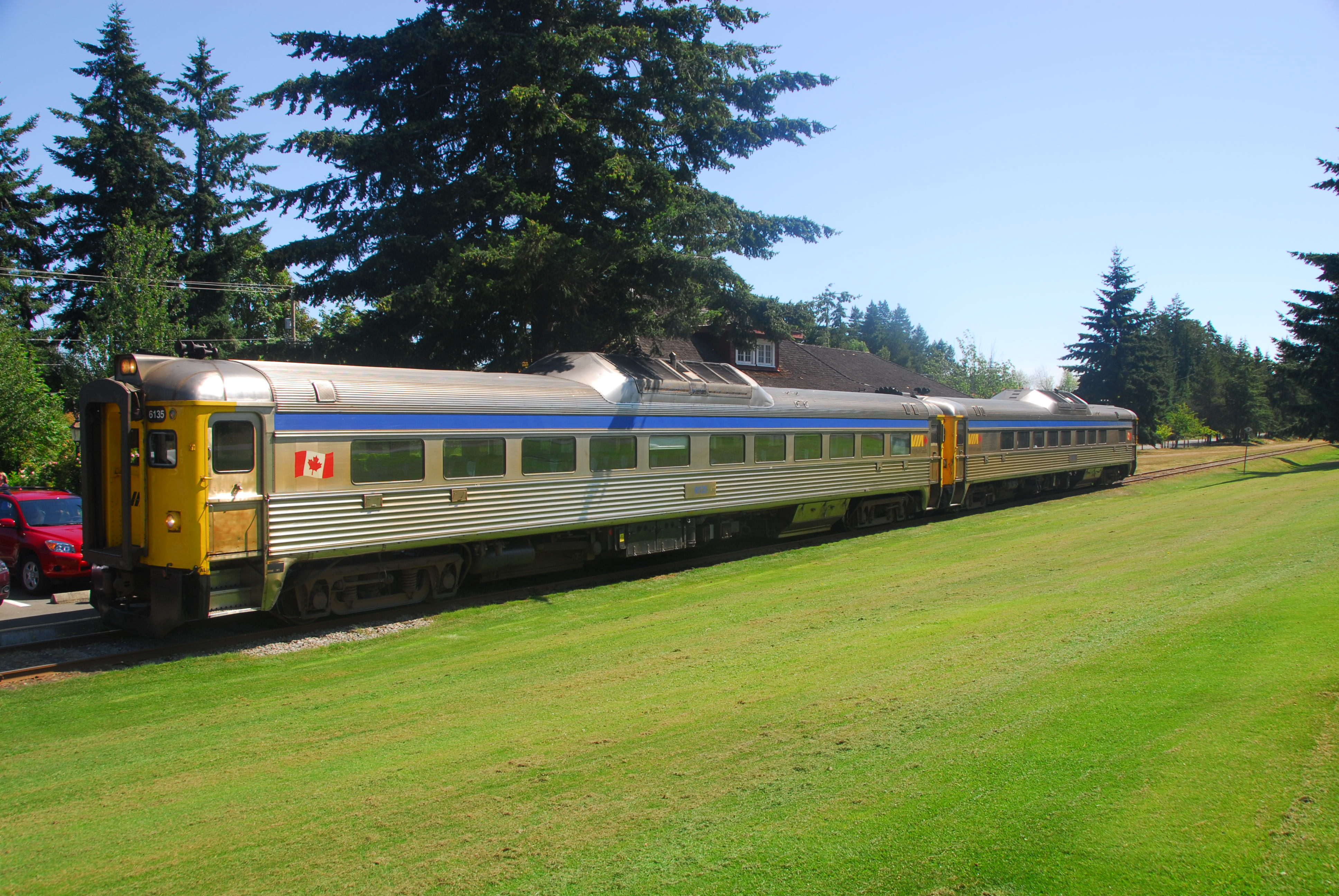
バッド社製RDC

バッド社によるステンレス鋼製車体をそなえる鉄道車両の代表例としては、RDC (Rail Diesel Car) と呼称される汎用通勤型気動車と、パイオニアIII (Pioneer III)と呼称される電車の2種が挙げられる。
RDCは、同社が大戦後の客車更新需要を背景に史上空前の利益を上げた1948年に開発を開始した、RDC-1 - 4の4種の規格化設計による汎用気動車群である。これは一般型客車に匹敵する寸法と居住性、デトロイト・ディーゼル社製275 PS級ディーゼルエンジン2基とアリソン社製液体式変速機により最高時速85マイルでの走行と電車並みの加速性能を可能とする強力な駆動系、そしてステンレス鋼による極めて耐久性が高く保守の容易な車体構造で、1949年に試作車が完成して以降、アメリカ国内の鉄道各社のみならず世界各国にも大量に輸出される、バッド社を代表するヒット商品となった。このRDCは、日本の国鉄キハ10系気動車のコンセプトデザインだけではなく、バッド社と提携関係にあった東急車輛製造が1967年に製造した台湾鉄路管理局向けDR2700形の設計にも大きな影響を与えた。
これに対しパイオニアIIIは単一曲率の屋根板を備える特徴的な構造のステンレス鋼製車体だけではなく、特徴的なパイオニアIII 1自由度系台車の開発など、システム全般について革新的な設計が行われたことが知られている。パイオニアIIIは、1958年に完成しペンシルバニア鉄道へ納入された最初の量産車以降、フィラデルフィア・セプタ向け通勤電車など、当時アメリカに残存していたインターアーバンや地下鉄などに供給され、またこの設計は以後の客車にも応用された。
さらにバッド社によるステンレス鋼製車体設計製造技術の集大成とも言うべきこのパイオニアIIIの設計は、台車設計も含めて当時同社と提携を結んだばかりの日本の東急車輛製造にほぼそのままライセンス供与の形で製造ノウハウを含めて提供された。この技術供与は、技術ライセンス契約に忠実に従って製造された東急7000系電車以降、日本でステンレス鋼製車体を備える鉄道車両が大量に製造されるようになるきっかけとなったという点で技術発達史上に大きな足跡を残した。
もっともパイオニアIIIの開発以降、アメリカではモータリゼーションと航空輸送の進展に伴う鉄道産業そのものの急速な斜陽化によって、国内鉄道車両製造業は壊滅状態にまで追い込まれた。このため大ヒット作であるRDCは1962年で製造打ち切りとなり、1960年代中盤以降は各私鉄から承継した客車の代替用にアムトラックが1973年に492両のアムフリート I客車を発注した程度で、大口の旅客車両需要そのものが激減した。このため、バッド社によるステンレス鋼製車体設計製造技術開発の系譜は1978年完成のSPV-2000を最後に途絶え、1987年まで製造されたシカゴ・L2600系電車をもって最終的にはバッド社も長く続いた鉄道車両製造事業からの撤退を強いられることとなった。

## 日本での歴史

### ステンレス車両黎明期
日本の鉄道車両においてのステンレス鋼の使用は、1939年（昭和14年）に製作された希硝酸運搬用のタム5500形でタンク部分に耐食性目的で使用されたのが最初であるが、このような特殊目的以外では1953年（昭和28年）にEF10形電気機関車のうち関門海峡トンネル用のものが防錆用に外皮をステンレス鋼板に改造された。
電車では1958年（昭和33年）の東急5200系電車と国鉄サロ153形900番台、気動車では1960年（昭和35年）の茨城交通ケハ600形気動車より、骨組みや台枠は普通鋼製として外板のみをステンレス鋼製としたセミステンレス車両（スキンステンレス車両）が製作されるようになった。
東急5200系電車は東急車輛製造製で、当時量産中の東急5000系電車の車体設計を基本として一部寸法を見直し、普通鋼製の骨格はほぼそのままに、外板を加工しやすい形状に変更した上でステンレス製としたものである。
国鉄サロ153形900番台は汽車製造東京製作所製で、サロ153形の外板をほぼそのままステンレス製に置き換えたものである。
茨城交通ケハ600形は新潟鐵工所が1両のみを試作し、海浜に近い条件の茨城交通湊線に入線させたものである。
この時点ではステンレス鋼で骨組などの強度部材を加工できなかったため、オールステンレス車両は製作されなかった。また、ステンレス鋼はSUS304が用いられた。

### オールステンレス車両

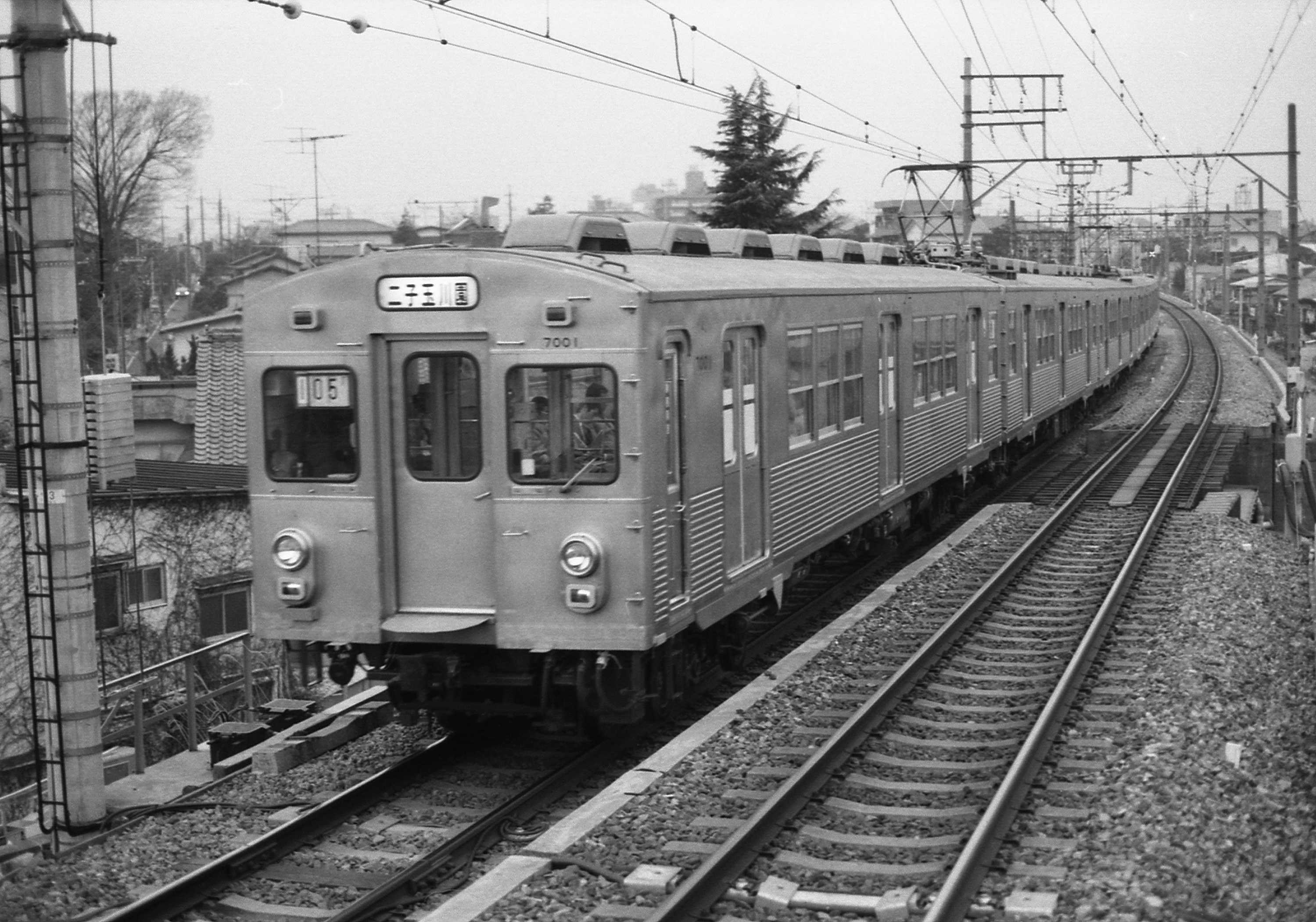
日本初のオールステンレス車両である東急7000系。単一曲率の屋根板や直線的なアウトラインなどに米バッド社の設計の影響が色濃く残る。

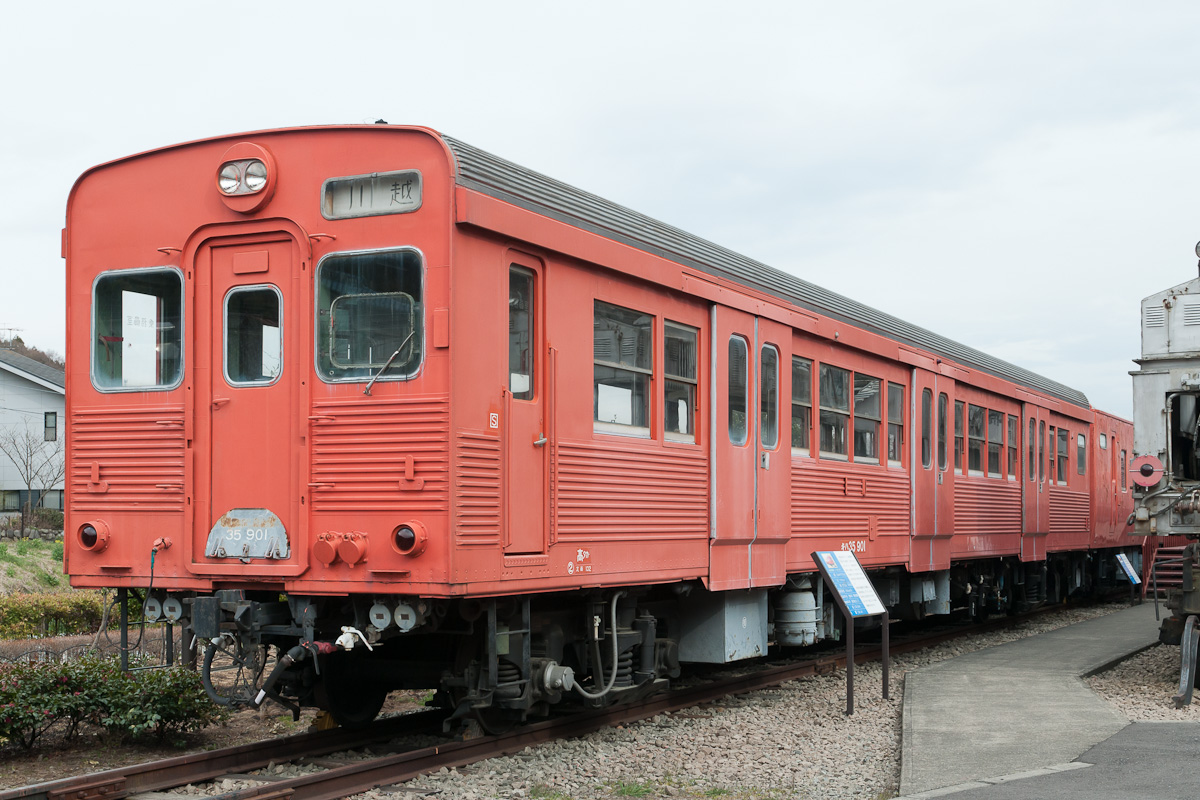
国鉄初のオールステンレス車。キハ35形900番台（キハ35 901）

1962年（昭和37年）以降、アメリカ・バッド社との技術提携により、東急車輛製造が製造した東急7000系電車・京王3000系電車・南海6000系電車などで、内部骨組も含めて主要部材のほとんどがステンレス鋼で構成されるようになった。また、ステンレス鋼はSUS304に加え、SUS301を冷間圧延により調質した高抗張力材が用いられるようになった。ただし、台枠の緩衝中梁・中梁・端梁・枕梁など一部分は剛性を要求されるため、構造上・強度上の理由で現在に至るまで普通鋼あるいは耐候性高抗張力鋼で構成されている。また、多くの車両では戸袋内柱や内部構体なども構造上の理由で普通鋼製であり、東急8000系など初期の車両では側柱の下部数百 mmなど構体の一部も同様の理由で普通鋼製である。21世紀初頭までは部材接合のほとんどが抵抗スポット溶接で行われた。
日本国有鉄道では、1963年（昭和38年）にキハ35形900番台で試験的にオールステンレス構造を採用したが、公企業である国鉄では1社独占技術を公開せずに正式採用することは困難であること、塗装工程を省略することが労働組合側から反発を招き、後続車は205系まで現れなかった。
この時期までのステンレス車両は工作を容易にし、ステンレス鋼の特性上ひずみ取りが難しく、スポット溶接特有のひずみを隠蔽するため、ほぼ例外なく外板にバッド社の設計を取り入れた「コルゲート板」と呼ばれるプレス加工された波板を用いた。「コルゲート」は強度の関係からも用いられたとされていたが、それは床など上下の荷重を支える場合であって、外板の場合は「コルゲート板」は強度面では不要である。

### 軽量ステンレス工法の普及

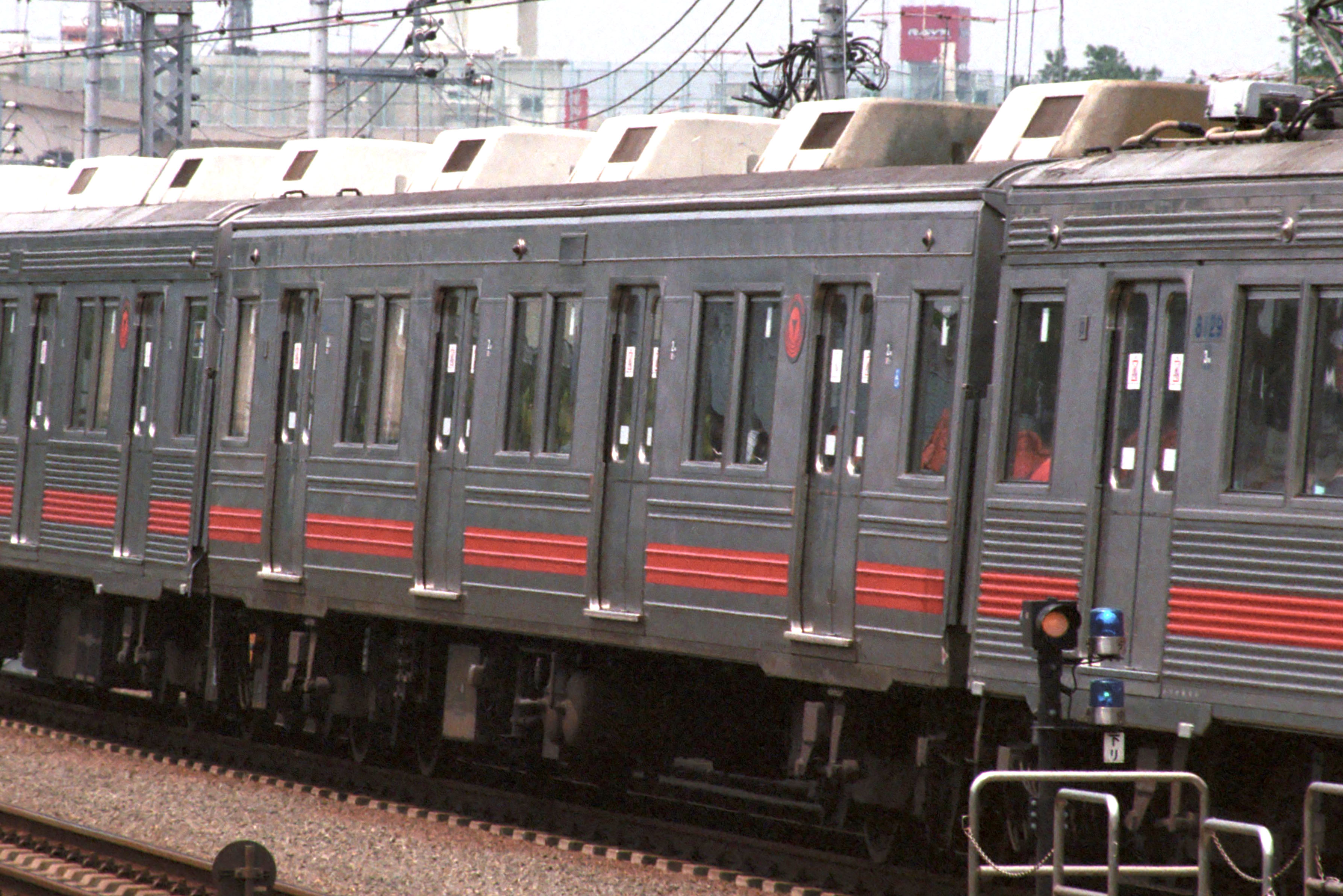
東急デハ8200形8255 軽量ステンレス車体の試作車で、従来工法による前後の車両とは車体断面や構造が大きく異なる。

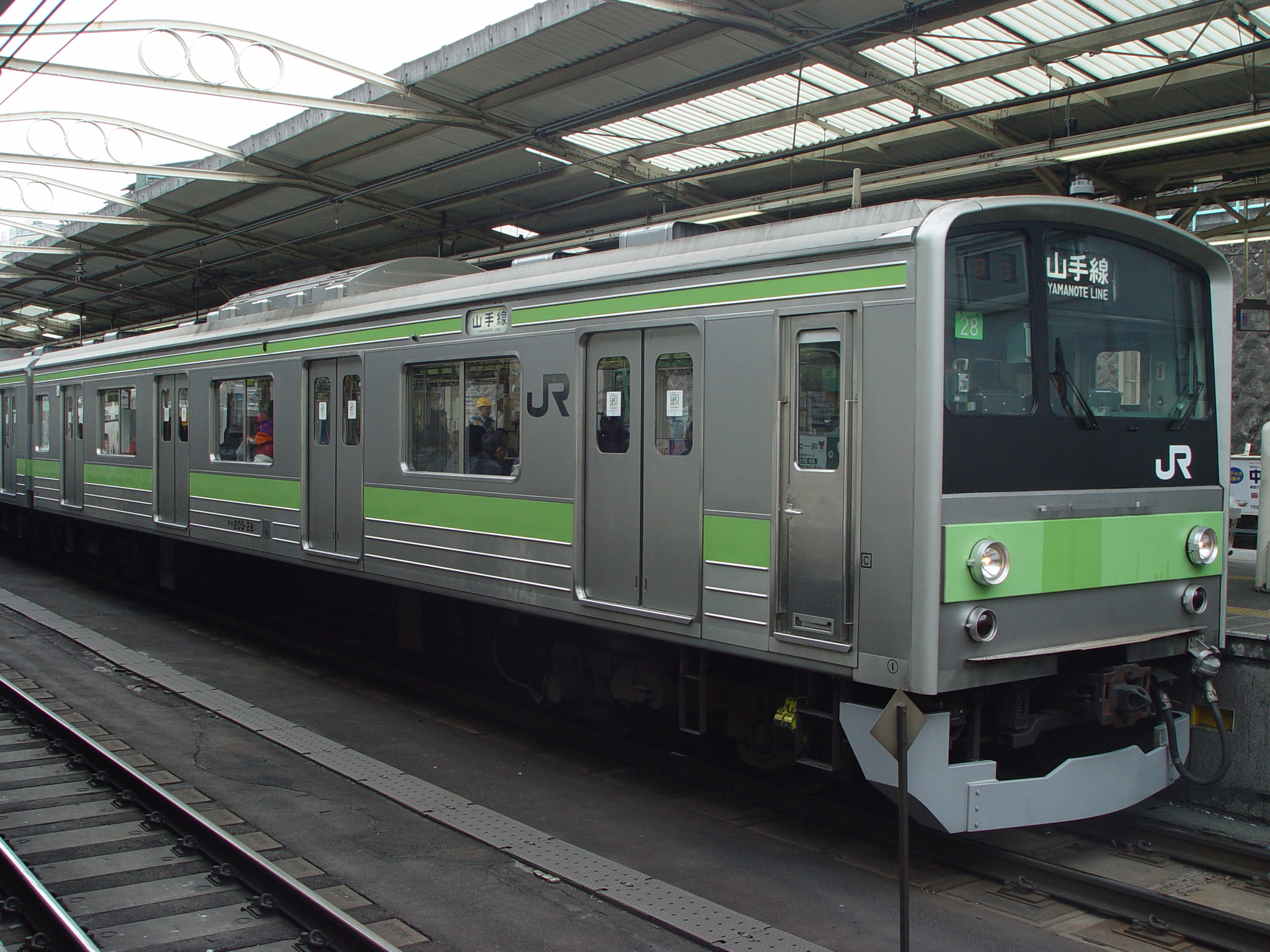
国鉄での軽量ステンレス車体の本格的な採用となった205系。ビード外板が大きな特徴となり、以降各社に登場するステンレス車に大きな影響を与えた。

オールステンレス車の導入は先述した東京急行電鉄（現在の東急電鉄）・南海電鉄・京王帝都電鉄（現在の京王電鉄）の3社を中心に進んでいたが、1970年代以降は保安装置や車両冷房など新たな機器類の搭載が相次ぎ、これによりアルミ車や鋼製車に比べて重量増になる欠点も露呈するようになった。さらに1976年にはブラジル連邦鉄道500形電車の製造権をそれまでオールステンレス車の製造実績がなかった日本車輌製造・日立製作所・三井グループによる企業連合に落札され、東急車輛製造内でもステンレス車両の製造に対する危機感を募らせていたという。
この状況を受けて1978年、東急車輛製造が当時量産中の東急8000系電車について、新開発技術の実証試験のために2両の試作車を製造した。これらは本来デハ8200形に含まれるべきものだった。しかし、当時同社がサンフランシスコおよびボストン向けLRV用車両の製造で提携していた米・ボーイング社が本来は航空機設計用として開発した、コンピュータを用いた有限要素法による3次元構造解析プログラムを使用し、その解析結果を強度計算に取り入れることで車体が全面的に再設計されたため、新形式を起こされデハ8400形8401・8402と付番された。
これらは在来工法による車体を備える8000系編成に組み込まれ、東急東横線での長期実用試験を兼ねた営業運転に充当され、大幅な軽量化と充分な車体強度や耐久性が確認された。この結果新工法を用いた車体は軽量ステンレス車体と命名され、1980年より量産が開始された東急8090系電車で全面採用され、以後同社で製造されるステンレス製車両の標準設計手法となった。
もっとも、この画期的な設計手法が日本の鉄道各社へ広く普及するにはしばらく時間を置く必要があった。これは、国鉄205系電車への採用条件とされ、それに渋々ながら同意して公開に踏み切るまで、開発元である東急車輛製造がライセンス元である米バッド社との覚え書きに則り、この工法に関する関連技術情報の公開を拒んでいたためである。ただしこの間にも例外として東急車輛製造との共同設計として、アルナ工機と富士重工業で東武9000系電車が1981年、東武10000系電車が1983年に、日本車輌製造で京王7000系電車と京成3600形電車が1984年に製造していた。一方、近畿車輛では親会社の近畿日本鉄道（近鉄）向けに3000系電車を独自の工法でオールステンレスカーを製造している（これらはいずれも従来と同じ車体にコルゲート外板の構造であった）。
205系電車をはじめとする軽量ステンレス車の大量受注の引き替えとして、1984年に東急車輛製造によって行われた関連技術の公開により、オールステンレス車両の普及が進むことになった。東急車輛製造や近畿車輛を除く取引先メーカーの製造能力の制約や、公開入札を行う関係で1社独占の技術の採用が困難といった理由で、これまではやむなくセミステンレスで車両を製造していた私鉄や公営の鉄道などでも、急速にオールステンレス車が普及し、国鉄を継承したJRグループ旅客鉄道でも全社でステンレス車両が採用されるまでに至った。
しかし、一部の私鉄では塗装済みアルミ車が既に普及していて、軽量ステンレス車の普及は進まず、2022年現在も大手私鉄のうち、阪急電鉄、京阪電気鉄道ではセミステンレス車も含め、1両もステンレス車両を導入していない。また、帝都高速度交通営団→東京地下鉄や前述の近鉄でも本格的な採用は見送られており、少数に留まった。西武鉄道や東武鉄道、JR九州（電車のみ）もステンレス車体を導入していたがアルミ車体へ移行し、JR北海道も一部の電車がアルミ製に切り替わっている。一方で京浜急行電鉄や泉北高速鉄道（2025年4月に南海電鉄と合併）のように塗装アルミ車体を採用していたが、ステンレス製に移行した会社もある。
軽量ステンレス工法で組み立てられた車両はひずみ防止のためのプレスリブ（ビード）を入れた「ビード(ひも出し)外板」を用いている。コルゲート外板は用いられた理由から端部のつぶし処理と部材同士の接合が難しく、凹凸も多いために自動洗車機による洗浄にも問題があり、見た目にも良くないため、東急8500系電車や京王3000系など、既に在来工法によるステンレス車を導入していた各社で、車体構造を軽量ステンレス車体に変更した増備車を導入する際に、編成としての美観の観点からコルゲートの継続採用を行ったケースを除き、軽量ステンレス工法の公開後急速に廃れた。
なお、ステンレス板にビードを入れる加工を量産ラインで実施するには大形のロールプレス機が必要であり、これが可能な設備を備えるのは東急車輛製造（・総合車両製作所横浜事業所）・川崎重工業・日立製作所などの一部の工場に限られていた。現在は日本車輌製造のみこの設備を備える。日立製作所はステンレス車両の製造を2004年以降行っていない。
この時期にはステンレス鋼は全面的にSUS301Lが用いられるようになり、部材によって強度区分の異なるものが使い分けられるようになっている。

### 各種工法の開発・適用

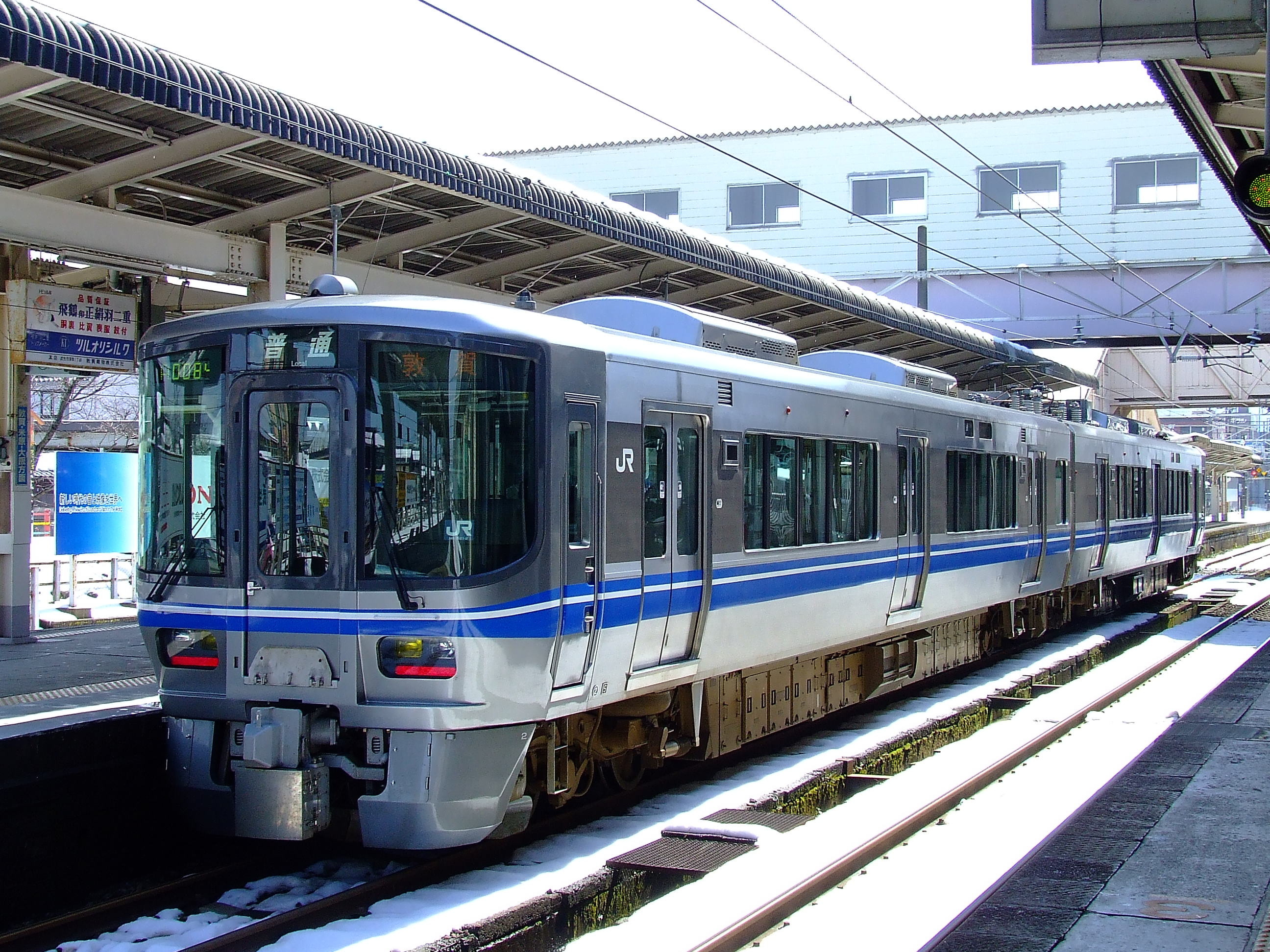
平面外板、レーザー溶接を採用した車両の例（JR西日本521系電車）前頭部は普通鋼製

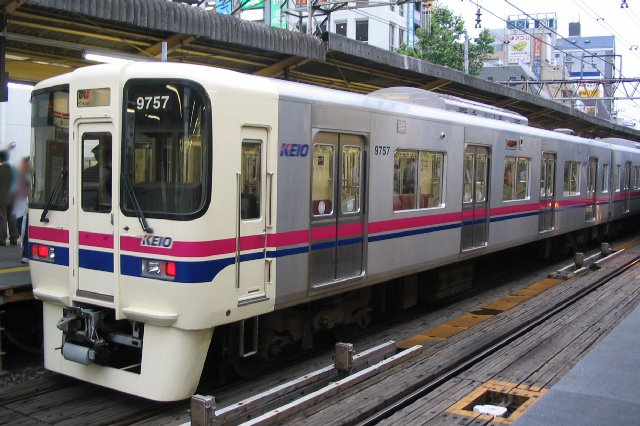
日車式ブロック工法の例。先頭部（白い部分）は普通鋼製（京王9000系電車）

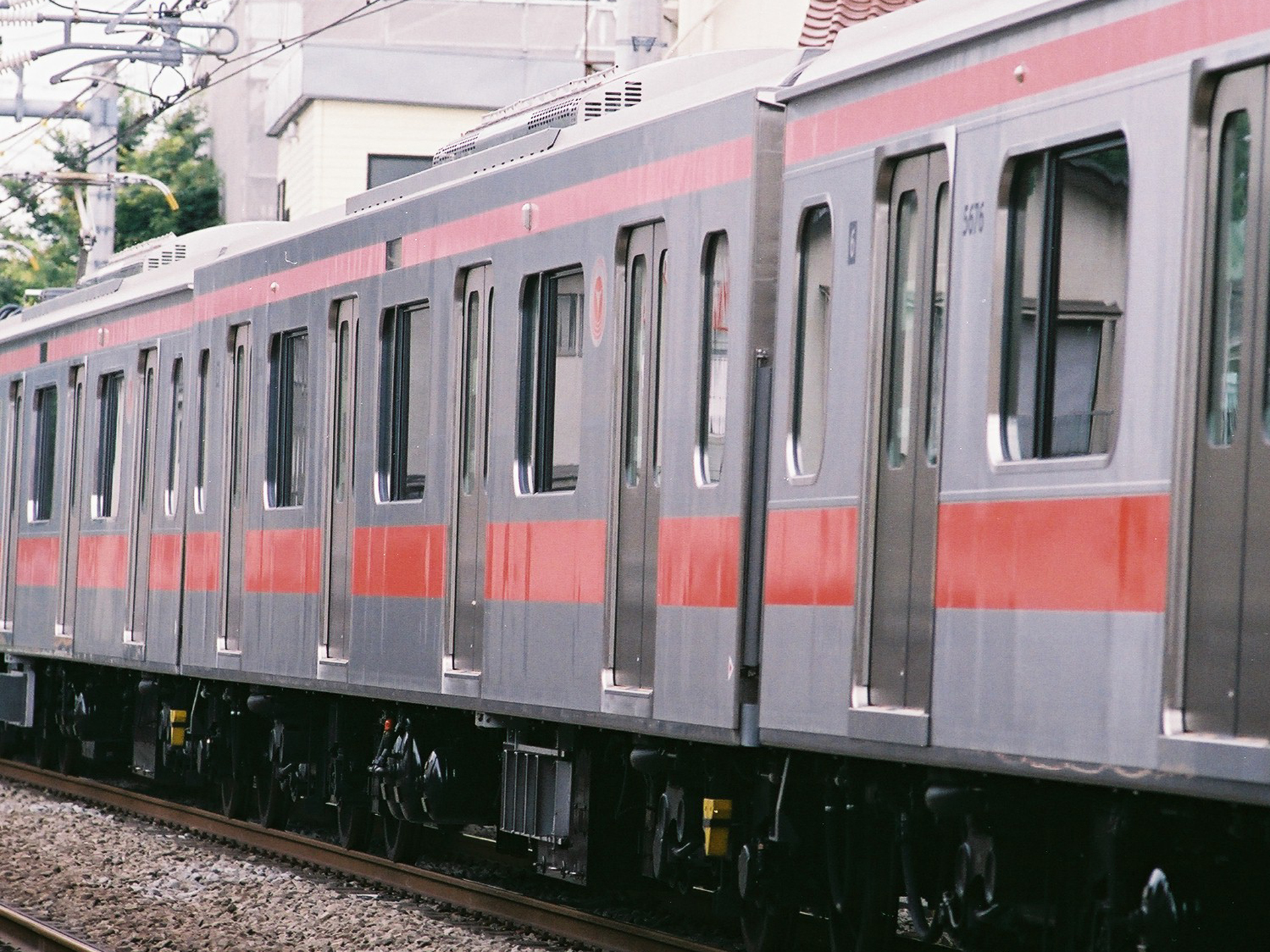
Sustina第1号となった東急5050系（サハ5576）。先のデハ8200同様、従来工法による前後の車両とは車体断面や構造が大きく異なる。

1990年代以降、鉄道車両メーカー各社でさまざまな工法のオールステンレス製車両が作られるようになった。川崎重工業はJR東日本209系電車で新しく開発されたシート貼り合わせ工法（2シート工法）を採用した。また、日本車輌製造は日車式ブロック工法（日車式SUSブロック構体）を採用している。
更に、構体へのレーザー溶接の採用の検討が、1996年より当時の東急車輛製造、JR東日本、新日本製鐵の3社の共同研究により開始され、2002年に世界で初めてレーザー溶接を採用したステンレス車両として試験車であるJR東日本E993系電車のモハE993-1号車が製造された。量産車両としては、2005年に近畿車輛が製造開始したJR西日本321系電車や、2006年に製造開始したJR東日本E721系電車（川崎重工業製造分）で初めてレーザー溶接が側構体の一部に採り入れられている。この工法は一定の工作精度と設備を要するが、連続溶接による車体剛性の向上に加え、スポット溶接と比較して溶接後のひずみが目立ちにくいという大きなメリットがあり、その後徐々に適用例が増えている。2010年には東急車輛製造が横浜新都市交通2000形電車の側構体にレーザーによる連続スポット溶接を本格採用し、2012年には事業用車の東急7500系電車においてレーザー突き合せ溶接と水密用レーザー連続溶接が適用された 。その後、総合車両製作所となってからは、レーザー溶接を利用したステンレス車体であるサスティナ（sustina）にて本格採用を開始、日本国内向け第1号車両として東急5050系の付随車となるサハ5576号が編成中に組み込まれたほか、首都圏で運用されるJR東日本E235系電車、フルフラット構造量産車両として京王5000系電車 (2代)が製造された。
また、川崎重工業では連続溶接を利用したステンレス車体であるefACEの採用を開始、日本国内向けステンレス車第1号車両としてJR西日本225系電車、第2号としてJR北海道733系電車が製造された。
これらの工法で組み立てられた車両の外板にはコルゲートやビードが無いものがほとんどである。いずれも加工に手間とコストがかかるため、見た目の向上とコストダウンの観点からあえて平面のままの外板としている。このため、強度を確保しひずみを目立たなくするために外板の板厚を増やしている場合が多く、一般にビード外板の車両よりも重量増の傾向となる。

## 特徴

### 利点
- 内部構体・車体ともにステンレス鋼を使用するため、腐蝕に強い。また、車両構体の組立ての際に使用される溶接に外板表面に溶接焼けが現れないスポット溶接を採用しており、さらに軽量ステンレス車体には外板にビード出しと呼ばれる凸加工を施すことで、鋼製車で行われていたひずみ取り作業が不要となった。157系や急行用グリーン車で下降式窓の保守に手を焼いた国鉄が205系で再び一段下降窓の採用に踏み切ったのはこのためでもある。また、煤煙の影響を受けやすい気動車や線路環境の厳しい線区での導入例も多く、江ノ島電鉄は塩害対策としてステンレス部材の採用を徐々に増やし、500形でオールステンレス化、小田急箱根では急曲線通過中の撒水による水はねや硫黄ガスによる腐食対策として、3000形にステンレス車体を採用した。
  - 南海電気鉄道では6000系とほぼ同時期に登場した7000系は普通鋼製だったことが災いし、塩害により2015年までに全て廃車となったが、6000系は2019年まで廃車が1両も出なかったため、車体の構造が明暗を分けた格好である。
- アルミ車体は北海道における使用実績が少ない[注釈 22]ことに対し、ステンレス車体は国鉄末期のキハ54形以降、北海道旅客鉄道（JR北海道）の電車・気動車で積極的に導入している。在来線車両ではアルミ試作車として735系やワンマン対応車両として737系を導入しているが、ステンレスの733系も引き続き導入されている。上述の例も含め、過酷な自然環境に適した車体といえる。
- 塗装の必要がないため、塗料費、塗装作業費等の保守経費が節約できる。ラッピングフィルムや塗料[注釈 23]によって塗装車と同じ仕上げにすることも容易であり、前者はしなの鉄道SR1系（ライナー車）や一畑電車7000系電車、後者は国鉄キハ35系気動車（900番台・当初は無塗装）や南海1000系電車（6次車を除く）、JR九州883系電車（リニューアル車）、相鉄12000系電車等があり、京急新1000形には両方の導入例がある。
  - 同様の理由で作業期間を長く要する重要部検査や全般検査も短縮される。具体例としては、東急電鉄の長津田車両工場では、搬入日を0日目とし、そこから6日間で所属検車区に返却できるまでの検査を終える（普通鋼製車は通常一週間から10日はかかる）。
- 腐食による強度低下を考慮しなくてよいため、外板・骨組を薄くでき、通常、普通鋼製車よりも1.5tから2t前後の軽量化が期待できる。外板の厚さは、鋼製車が1.6-2.3mmに対してステンレス車両が1.5-2.0mm、骨組の厚さは、鋼製車が2.3-3.2mmに対してステンレス車両が1.5-2.0mmである。
- 全面的な溶接工程が必要な鋼製車に対し、部材の組み立てで済むため製造日数が相対的に短く納期も早い。阪神・淡路大震災の被災に伴う車両補充目的で急造された阪神9000系電車が、当時の阪神電気鉄道としては例外的なステンレス車となったのはこれが理由である。
- 光沢が強く、汚れが目立ちにくい。

### 欠点
- 材料としてみた場合硬度が高く、切削・曲げ等の加工が難しいことから、車両前面を流線型などの複雑な形状にすることが難しく、踏切事故などで破損した際の修理にも困難を伴う。このため、空力重視の新幹線においては採用事例は全く無く、道路上を走行し接触事故の機会が多い国内の軌道線（路面電車）ではわずかにセミステンレス車両として東急300系があるのみである。ただし、鉄道線扱いで特例として併用軌道を持つ江ノ島電鉄では塩害防止の観点から新500形よりオールステンレス車体の採用に踏み切っている。
  - 鉄道線においても造形の自由度を高めることや、踏切事故対策として先頭部のみ繊維強化プラスチック（FRP）や普通鋼を使用する例がある。井の頭線用3000系でオールステンレス車両を採用した京王電鉄が京王線用車両を6000系まで普通鋼で製造したのは、踏切が多く自動車などと接触した際に修復の容易化を図るためでもある。この辺の事情は南海7000系でも同様である。
  - 同様の理由で車体の改造にも加工技術が必要で、先頭車化改造は各種ノウハウを持っていた東急電鉄の車両（7000系の地方私鉄向け譲渡車等）に限られていたが、2000年代以降は京王3000系（地方私鉄向け譲渡車）や205系、783系等他社での改造例も見られる。また、223系2000番台では将来の先頭化改造を容易にするため、構体妻壁は別扱いで組み立てられ、本体にボルトで後付けする方式を採用している。
- ステンレス鋼材の価格は普通鋼材の5倍から6倍程度となるため、板厚を削っても普通鋼製・セミステンレス車両に比して製造価格が高くなる傾向にある。そのため輸送密度の低いローカル線向けの気動車では導入事例が少なく、特に第三セクター鉄道向けの気動車では海岸沿いを走り、防錆対策が必須となる土佐くろしお鉄道向け車両など少数に限られていた。2000年代以降はJRグループを中心にローカル線向け車両への導入事例が増加している。
  - 21世紀に入るとステンレス車両のモジュール化などによってコストダウンが進むようになったため、製造価格については普通鋼製なみに落ち着くようになった。
- 軽量ステンレス構造であってもアルミニウム合金製車両と比較して重量が若干重い。18m級の通勤形車両で比較した場合、1.5tから2t程度の重量増となる。
- ステンレス車両はスポット溶接で製造する関係上、車体の気密保持に難点があるとされる。新幹線で鋼製車体やアルミニウム車体が採用されるのは、連続溶接により車体の気密保持が充分に確保できることによる。
- ステンレスの強い光沢は太陽光を反射して見辛くなることもあり、軌道敷で作業する人員に対して危険性をもたらすこともある。東急電鉄のステンレス車両が前面に赤や黒の塗装を施す（所謂歌舞伎顔）ようになったのは、装飾以外にも車両の接近を知らせる意味合いを兼ねている。また、側面に対しては乗客が眩しく感じないように、光沢を抑える加工を施すようになった。方法としてはダルフィニッシュ（梨子地仕上げ）やベルトグラインド仕上げ（ベルトサンダーによる研磨）がある。

## 記念物
日本初のオールステンレス車両が作られた東急車輛製造横浜製作所には、その初形式である7000系の7052が保存されており（産業考古学会推薦産業遺産）、また同系列の1号車が竣工してから50年目に当たる2012年1月13日に、「日本におけるステンレス車両発祥の地」の記念碑が、合わせて保存されている5200系（セミステンレス車両）の脇に設置された。
さらに、2012年（平成24年）7月23日には、日本機械学会より、7052号が5201号とともに、機械遺産51号「ステンレス鋼製車両群（東急5200系と7000系）」として認定された。